# QJB-201班用机枪
QJB-201班用机枪， 是中華人民共和國武器生產商北方工业为中国人民解放军设计生产的一型轻机枪，用以取代现役的95式班用机枪，标准为100或150发弹链供弹，紧急情况下也可插入步枪弹匣。

## 设计与定型
QJB-201有两种不同长度的枪管，此设计为了满足中国人民解放军陆军（QJB-201）和中国人民解放军空降兵军（QJS-161）的不同要求。作为一个拥有开放式枪栓的机枪，QJB-201使用5.8×42mm口径子弹，可同时使用软质弹链盒或30发5.8mm步枪弹匣供弹其非往复式手柄位于其右侧。 皮卡汀尼导轨啧位于进料口上方的短防尘罩后面。步枪的的30发弹匣可以垂直插入武器底部的弹匣井中。

## 改型
- QJS-161伞兵机枪：为短枪管与可调节枪托型，主要服役于中国人民解放军空降兵军。

## 用户
- 中华人民共和国
  -  中国人民解放军陆军
  -  中国人民解放军海军
  -  中国人民解放军空军